# 마운틴 이글
《마운틴 이글》(The Mountain Eagle)은 독일에서 제작된 알프레드 히치콕 감독의 1926년 무성 영화이다. 존 F. 해밀턴 등이 주연으로 출연하였고 마이클 발콘 등이 제작에 참여하였다.

## 출연
- 존 F. 해밀턴
- 말콤 킨

## 같이 보기
- 유실 영화 목록